# Vicariato apostolico del Nepal
Il vicariato apostolico del Nepal (in latino Vicariatus Apostolicus Nepalianus) è una sede della Chiesa cattolica immediatamente soggetta alla Santa Sede. Nel 2022 contava 8.002 battezzati su 32.887.000 abitanti. La sede è vacante.

## Territorio
Il vicariato comprende l'intero territorio del Nepal.
Sede del vicariato è la città di Lalitpur, dove si trova la cattedrale dell'Assunzione della Beata Vergine Maria, unico edificio di culto cattolico autorizzato nel Paese.
Il territorio è suddiviso in 14 parrocchie.

## Storia
La missione sui iuris del Nepal fu eretta il 7 ottobre 1983 con il decreto Quo aptius della Congregazione per l'evangelizzazione dei popoli, ricavandone il territorio dalla diocesi di Patna (oggi arcidiocesi).
L'8 novembre 1996 la missione sui iuris fu elevata a prefettura apostolica con la bolla Cuncta disponere di papa Giovanni Paolo II.
Il 10 febbraio 2007 la prefettura apostolica è stata elevata a vicariato apostolico con la bolla Ad aptius consulendum di papa Benedetto XVI.
Il 23 maggio 2009, giorno in cui il Parlamento nepalese eleggeva il Primo ministro, un attentato dinamitardo ha devastato la cattedrale dell'Assunzione; l'esplosione, causata da un ordigno collocato sotto una sedia tra i fedeli, ha provocato tre morti e 13 feriti.

## Cronotassi dei vescovi
Si omettono i periodi di sede vacante non superiori ai 2 anni o non storicamente accertati.
- Anthony Francis Sharma, S.I. † (9 aprile 1984 - 25 aprile 2014 ritirato)
- Paul Simick (25 aprile 2014 - 9 novembre 2024 nominato vescovo di Bagdogra)

## Statistiche
Il vicariato apostolico nel 2022 su una popolazione di 32.887.000 abitanti contava 8.002 battezzati, corrispondenti allo 0,0% del totale.
| anno | popolazione | popolazione | popolazione | presbiteri | presbiteri | presbiteri | presbiteri                | diaconi | religiosi | religiosi | parrocchie |
| anno | battezzati  | totale      | %           | numero     | secolari   | regolari   | battezzati per presbitero | diaconi | uomini    | donne     | parrocchie |
| ---- | ----------- | ----------- | ----------- | ---------- | ---------- | ---------- | ------------------------- | ------- | --------- | --------- | ---------- |
| 1988 | 2.174       | 17.500.000  | 0,0         | 30         | 2          | 28         | 72                        |         | 41        | 56        | 13         |
| 1999 | 5.962       | 23.000.000  | 0,0         | 43         | 6          | 37         | 138                       |         | 59        | 91        | 33         |
| 2000 | 6.057       | 23.000.000  | 0,0         | 46         | 7          | 39         | 131                       |         | 65        | 98        | 44         |
| 2001 | 6.195       | 23.000.000  | 0,0         | 51         | 11         | 40         | 121                       |         | 67        | 104       | 35         |
| 2003 | 6.681       | 23.700.000  | 0,0         | 47         | 9          | 38         | 142                       |         | 54        | 112       | 38         |
| 2004 | 7.151       | 24.421.000  | 0,0         | 49         | 9          | 40         | 145                       |         | 56        | 115       | 42         |
| 2005 | 6.626       | 25.000.000  | 0,0         | 49         | 11         | 38         | 135                       |         |           |           | 42         |
| 2010 | 7.731       | 27.504.000  | 0,0         | 67         | 14         | 53         | 115                       |         | 79        | 160       | 8          |
| 2014 | 7.000       | 29.760.000  | 0,0         | 78         | 18         | 60         | 89                        |         | 88        | 155       | 11         |
| 2017 | 7.643       | 31.395.930  | 0,0         | 109        | 21         | 88         | 70                        |         | 102       | 163       | 16         |
| 2020 | 7.955       | 32.689.700  | 0,0         | 111        | 21         | 90         | 71                        |         | 99        | 167       | 14         |
| 2022 | 8.002       | 32.887.000  | 0,0         | 114        | 24         | 90         | 70                        |         | 95        | 211       | 14         |